# Lioni
Lioni (Liuni o Lijuni in dialetto irpino) è un comune italiano di 5 870 abitanti della provincia di Avellino in Campania.

## Geografia fisica

### Territorio
Il paese si estende su una superficie di 46,51 chilometri quadrati con un territorio compreso tra i 450 e i 1 579 metri s.l.m. e una densità di 132,3 abitanti per km². Fa parte del parco regionale dei Monti Picentini. I comuni confinanti sono Bagnoli Irpino, Calabritto, Caposele, Morra De Sanctis, Nusco, Sant'Angelo dei Lombardi, Teora.
Il centro sorge a 550 m s.l.m. È circondato da aree rustiche caratterizzate dalla presenza delle tipiche costruzioni rurali.

### Sismicità
Situato nel distretto sismico dell'Irpinia, Lioni fu uno dei paesi più colpiti dal violento terremoto del 23 novembre 1980 con 210 morti, 191 feriti e 4 932 senzatetto.
- Classificazione sismica: zona 1 (alta sismicità)[7]

### Clima
L'inverno è rigido con frequenti piogge. La temperatura scende spesso sotto lo zero tra i mesi di dicembre e febbraio. Abbondanti sono anche le nevicate. Nel periodo primaverile e autunnale frequenti sono invece le nebbie che, dalla sera, si protraggono fino al mattino seguente causando spesso gelate. L'estate risulta abbastanza mite. In questo periodo raramente si superano i 35 °C.
Classificazione climatica: Zona D, Gr-G 2022.

### Idrografia

#### Fiumi
Lioni è attraversato dal fiume Ofanto, sfociante nel mare Adriatico.

## Origini del nome
Probabilmente deriva dal nome della persona proprietaria di quelle terre: Leo, il cui genitivo è Leonis, ossia "di Leo" che veniva usato per identificare il terreno appartenente alla sua famiglia. Ci sono altre teorie avanzate da diversi studiosi. Secondo gli scritti di Vincenzo Maria Santoli nel saggio sulla Mefite e dintorni, pubblicato alla fine del Settecento, i Lionesi discenderebbero dai Liguri Apuani che furono presenti nel Sannio intorno al II secolo a.C. Alcuni vedono infatti anche una relazione tra il nome Liguri e Lioni (Liguri-Liuri-Liuni-Lioni). Altri fanno notare che in realtà i Liguri Apuani furono sì presenti nelle zone del Sannio, ma in un territorio lontano da quello che fu poi l'insediamento dei lionesi. A questo si aggiunge il fatto che si trattava di in un numero esiguo di persone (furono infatti trasferiti forzatamente). Per quanto invece riguarda l'etimologia della parola si fa anche notare che vi è una forzatura nel cambiare il nome Liguri in Lioni. Più plausibile sembra l'ipotesi che Lioni prenda il nome da un antico monumento in cui sono effigiati dei leoni. Ancora oggi infatti, davanti al municipio, si può ammirare uno dei due leoni di pietra (l'altro andò distrutto nel terremoto del 1732).

## Storia

### Primi insediamenti
Il nome del paese appare per la prima volta in un atto di donazione datato 883, con il quale il principe longobardo Sicardo concede alla badessa di S. Sofia una proprietà sita in "Leoni". Nei Registri Angioini si legge di diversi reclami (tra il 1289 e il 1306) avanzati da alcuni feudatari di Oppido verso i colleghi di S. Angelo. Questi avrebbero disposto una serie di agevolazioni per chi volesse andare a coltivare le terre sulla riva sinistra dell'Ofanto facendo sì che i contadini di Oppido si trasferissero a "Li Lyuni", abbandonando le vecchie terre. Nel quadriennio 1743-46 il suo territorio fu soggetto alla giurisdizione del regio consolato di commercio di Ariano, nell'ambito della provincia di Principato Ultra.

### Terremoto del 1980
Lioni fu una delle cittadine più gravemente colpite dal terremoto dell'Irpinia del 1980. I morti furono 228, quasi l'intero patrimonio edilizio risultò distrutto o gravemente danneggiato. Fu insignita della medaglia d'oro al merito civile per la capacità dimostrata nell'affrontare la ricostruzione edilizia e sociale.

### Simboli

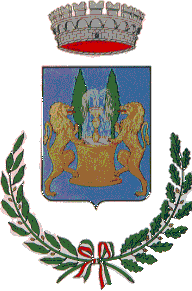
Stemma di Lioni

Lo stemma e il gonfalone sono stati concessi con DPR del 7 agosto 1990.
Arma
(Art. 4 c. 2 dello Statuto comunale)
Gonfalone
(Art. 4 c. 3 dello Statuto comunale)

## Monumenti e luoghi d'interesse

### Architetture religiose

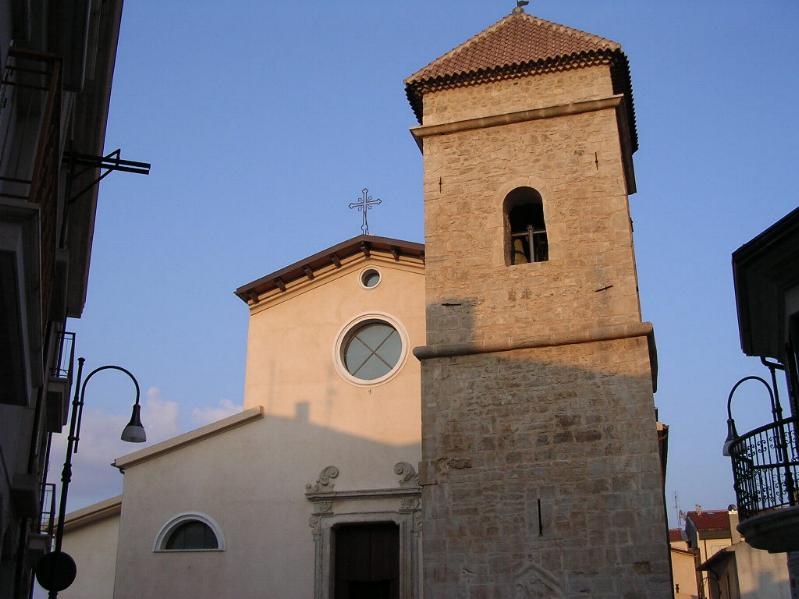
Santa Maria Assunta

- San Rocco, completamente ricostruita dopo il terribile terremoto del 1980 la cui ricostruzione dal punto di vista architettonico è quanto meno discutibile. La struttura originaria risaliva agli inizi del XVII secolo. A essa è affiancato il convento francescano dei Frati Minori.
- Santa Maria Assunta, è la chiesa madre di Lioni e risale al XIV secolo. È divisa in tre navate: una più alta al centro e altre due sormontate da una volta a botte. È stata ricostruita due volte a causa dei sismi del 1694 e del 1980.[18]
- Chiesa dell'Annunziata, costruita nel 1579. All'interno troviamo un imponente altare in marmo e degne di nota sono anche le statue di Santa Rita e Sant'Anna.
- Altre chiese: a parte le tre chiese più importanti, ricordiamo la chiesa di Sant'Antonio, il santuario di Santa Maria del Piano, la chiesa di San Carlo (ricostruita nel 1996), la chiesa di Santa Maria del Carmine e quella di San Bernardino.

### Monumenti

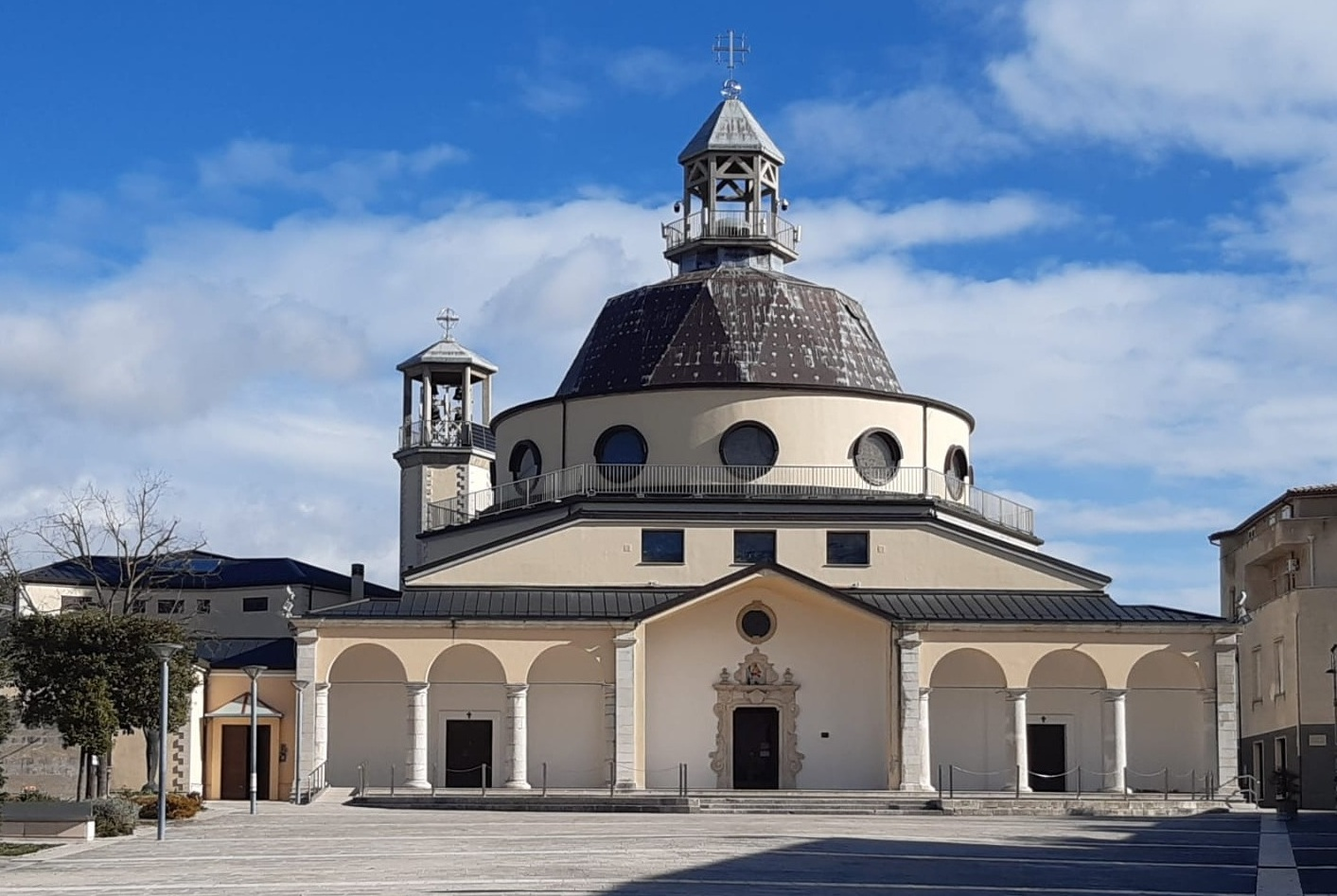
Santuario di San Rocco

- Monumento ai caduti di guerra
- Fontana del Leone
- Antica Torricella
- Area archeologica Oppidum
- Leone antico

### Aree naturali

#### La cascata di Brovesao

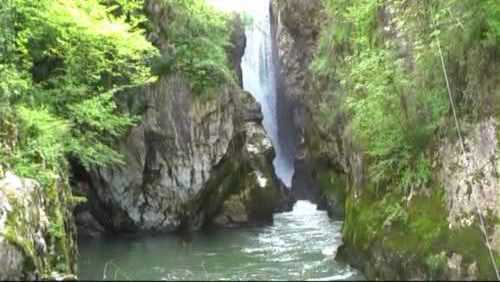
Cascata di Brovesao

La cascata di Lioni, meglio conosciuta come cascata di Brovesao, dista 2 km dal centro abitato. Precisamente è situata al confine tra l'altura di contrada Civita e la distesa verdeggiante di Valle delle Viti. L'acqua, dopo un salto di circa 20 m, va a formare un laghetto tra le rocce. Questo veniva sfruttato soprattutto negli anni 1970 dai bagnanti della zona. Nel momento in cui il laghetto ridiventa fiume si formano delle rapide.

### Gavitoni
Area pic nic attrezzata immersa nelle montagne irpine. Lì presente l'omonima fontana.

#### Parco dell'Ofanto
Il parco è situato a sud del paese. Troviamo tavoli da pic-nic, pista ciclopedonale e un antico ponte romano. La chiesetta lì presente, è dedicata a Santa Maria del Carmine.

## Società

### Evoluzione demografica
Abitanti censiti

### Etnie e minoranze straniere
Al 31 dicembre 2008 a Lioni risultano residenti oltre 100 cittadini stranieri. Le maggiori comunità sono quelle di:
- Marocco 37
- Romania 32
- Ucraina 17

### Religione
La maggioranza della popolazione è di religione cristiana di rito cattolico; la parrocchia di Lioni appartiene all'arcidiocesi di Sant'Angelo dei Lombardi-Conza-Nusco-Bisaccia.

## Cultura

### Musei e reperti
Nel Museo etnologico, situato all'interno dell'edificio delle scuole elementari, sono custoditi molti reperti antichi ritrovati in Oppido Vetere. Tra Lioni e Caposele, sul Monte Oppido, invece, sono stati fatti ritrovamenti di mura ciclopiche costruite dai Sanniti per proteggersi dal continuo assedio dei Romani. All'interno di quest'area sono stati anche trovati resti di tegole e vasellame.

### Cucina
Un prodotto tipico è costituito dalle "tomacelle", preparato locale a base di carne di maiale. Degna di nota è anche la produzione casearia.

### Eventi
Nel periodo estivo il paese si è fatto promotore di varie iniziative di carattere culturale come il LioniJazzFestival e il LioniMusicFestival.
Il 17 agosto si tiene invece "la serata del cantante", una serata di musica per festeggiare il ferragosto lionese.
L'8 dicembre si festeggia la cosiddetta 'Madonna de lo fuoco', dove si accendono falò di immense dimensioni.

## Geografia antropica
L'urbanistica di Lioni ha origine dalle sostanziali modifiche dell'impianto urbanistico storico decise dal primo piano regolatore generale comunale della città, approvato dopo il terremoto.

## Economia
Lioni è un importante centro commerciale dell'Irpinia. Dopo il sisma del 1980 è stata costruita un'ampia zona commerciale e artigianale che ha gettato le basi dello sviluppo della sua nuova economia. È conosciuto anche per la sua produzione di torroni da parte di antiche fabbriche.

## Infrastrutture e trasporti

### Strade
Lioni è attraversato per intero dalla strada statale 7 Via Appia (SS 7) che collega Roma a Brindisi. Dopo il terremoto del 1980 una nuova strada di collegamento ha permesso il veloce sviluppo dell'economia locale: si tratta dell'Ofantina Bis che collega Avellino con molti paesi dell'Irpinia.
- Strada statale 691 Contursi-Lioni: Uscita Lioni.

### Ferrovie
Nel centro cittadino si trova la stazione di Lioni, facente parte della ferrovia Avellino-Rocchetta Sant'Antonio ed attiva per soli treni storici e/o turistici. Nei pressi di questa stazione è anche presente un'autostazione.
Una seconda stazione, Lioni - Valle delle Viti, oggi soppressa, si trovava nell'area agricola tra Lioni e la zona industriale di Morra De Sanctis.
Una terza, intitolata a Sant'Angelo dei Lombardi, è situata nel territorio di Lioni, presso il polo commerciale.

### Mobilità urbana
Il comune è collegato al capoluogo e ai paesi limitrofi dalle autolinee regionali di AIR Campania.

## Amministrazione

### Sindaci
| Periodo | Periodo   | Primo cittadino   | Partito                        | Carica  | Note |
| ------- | --------- | ----------------- | ------------------------------ | ------- | ---- |
| 1993    | 1997      | Angelo Colantuolo | PSI                            | Sindaco |      |
| 1997    | 1998      | Angelo D'Amelio   | lista civica                   | Sindaco |      |
| 1998    | 2005      | Rosa D'Amelio     | centrosinistra                 | Sindaco |      |
| 2006    | 2016      | Rodolfo Salzarulo | centrosinistra                 | Sindaco |      |
| 2016    | in carica | Yuri Gioino       | lista civica Lioni democratica | Sindaco |      |

### Gemellaggi
Il comune è stato pesantemente colpito dal terremoto del 1980.

A seguito della ricostruzione il comune ha stretto i seguenti accordi di gemellaggio:
- Roma
- Sezze
- Piombino
- Provincia di Arezzo
- Provincia di Grosseto
- Provincia di Pistoia
- Provincia di Bergamo[senza fonte]

### Altre informazioni amministrative
Il territorio fa parte della comunità montana Alta Irpinia e del parco regionale Monti Picentini.
Il comune fa parte dell'Unione dei comuni Alto Ofanto.

## Sport

### Calcio
La squadra di calcio della città è lo "Sporting Lioni" che milita nel campionato di prima categoria girone E 2023/2024. Lo stadio cittadino è intitolato a Nino Iorlano.